# 劍橋宮

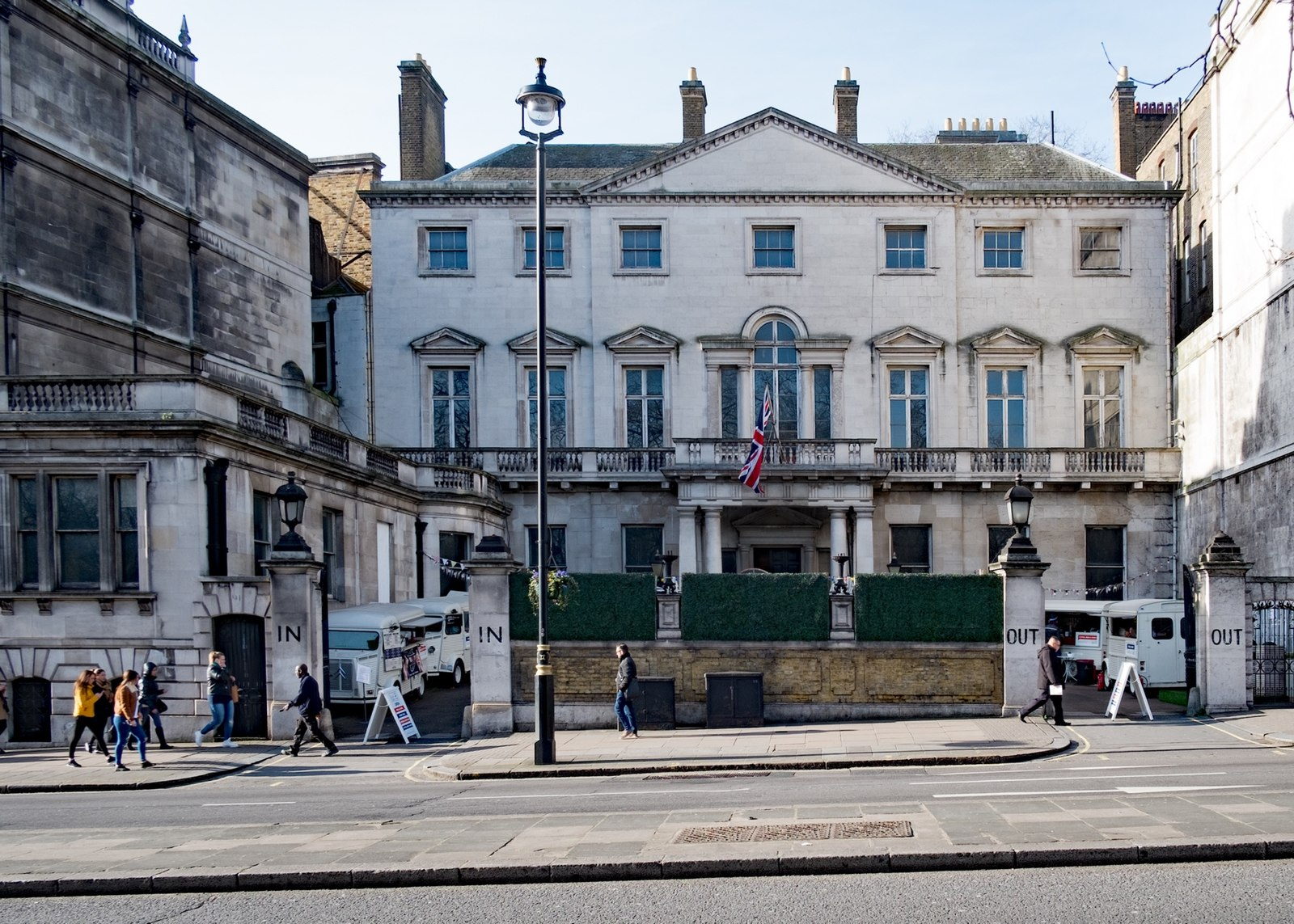

劍橋宮（Cambridge Hous）是英國倫敦市中心的一座建築，也是英國的I級登錄建築。該建築位於皮卡迪利街94號。截至2019年，該建築內有一高檔酒店和七個住戶。

## 外部連結
- Reuben Brothers – real estate holdings （页面存档备份，存于）
- Reuben Brothers – timeline of purchases and developments （页面存档备份，存于）
- Country Life Picture Library – interior photos （页面存档备份，存于）

51°30′21″N 0°08′43″W / 51.5058°N 0.1452°W